# Daniel Gouadec
Daniel Gouadec ist ein französischer Terminologe und Übersetzungswissenschaftler, der als Universitätsprofessor bis 2010 an der Universität Rennes 2 im Fachbereich Translatologie lehrte.

## Leben
Nach mehrjähriger Tätigkeit als Sprachassistent für Französisch und Englisch in Großbritannien (Liverpool Holt High School for Boys) und Frankreich (Universität Rennes 2) wurde Daniel Gouadec Dozent an der Universität Rennes 2. Von 1977 bis 1979 war er als Gastprofessor an der Universität Ottawa in Kanada. Von 1979 bis 2010 lehrte er an der Universität Rennes 2 im Fachbereich Translatologie.  Er widmete sich insbesondere der Methodik zur Ausbildung professioneller Übersetzer und der Anerkennung ihrer Tätigkeit als eigenständige Berufsgattung. Er wurde mit dem „Ordre des Palmes Académiques“ für seine Verdienste um das französische Bildungswesen ausgezeichnet und erhielt 2006 den Eugen Wüster Sonderpreis. 2010 zog er sich von seiner langjährigen Lehrtätigkeit an der Universität Rennes 2 zurück.

## Weitere Funktionen und Mitgliedschaften
- Leiter der Reihe „Langues des métiers ↔ Métiers des langues“ des französischen Verlages „Éditions de la Maison du Dictionnaire“.

- Mitglied der „Commission nationale de réflexion sur le statut du traducteur de l’Union Nationale des Associations des Métiers de la Traduction“.

- Mitglied der Expert Group im EU-Projekt EMT (European Masters in Translation)

## Forschungsschwerpunkte
- Übersetzungsmodelle
- Terminologie

- Phraseologie

- Entwicklung von Übersetzungssoftware und von Software zur Qualitätssicherung beim Übersetzungsprozess

- Schulungsleiter im Online-Schulungszentrum CI3M vom Englischen in das Französische

## Publikationen (Auswahl)
- Faire Traduire, La Maison du Dictionnaire, Paris 2004, ISBN 2-85608-182-7
- Profession: traducteur. La Maison du Dictionnaire, Paris 2002, ISBN 2-85608-173-8
- Traduire – Stratégies de la traduction entre l’anglais et le français – Essai de définition d'un modèle de formation des traducteurs. In der Reihe „Métiers des langues/Langues des Métiers“. La Maison du Dictionnaire, Paris 2001, ISBN 2-85608-168-1